# Saturn (Románia)
Saturn falu Constanța megyében, Dobrudzsában, Romániában. Közigazgatásilag Mangalia városához tartozik.

## Fekvése
A település az ország délkeleti részén, a Fekete-tenger partján található, Mangaliatól északra, annak közvetlen szomszédságában. A település északi peremén helyezkedik el a Saturn tó, ahonnan tovább haladva északi irányban egy újabb üdülőfalu, Venus terül el. 

## Története
Az üdülőfalut 1972-ben építették.

## Turizmus
Két jelentősebb strandja van. Az Adras-strand az északi partszakaszt foglalja magába, hossza mintegy két kilométer, szélessége 100-150 méter. A Diana-strand pedig déli irányban halad, egészen a mangaliai kikötőig, több mesterségesen kialakított öböllel. A településen számos egy, kettő és három csillagos szálloda található valamint egyetlen négy csillagos, a Hotel Saturn.

## Külső hivatkozások
- plaja.ro
- romturism.ro
- Térkép Archiválva 2014. október 14-i dátummal a Wayback Machine-ben
- Éghajlati jellemzői